# 人工言語
人工言語（じんこうげんご、英語: constructed language、artificial language、conlang、artlang）とは、個人や団体などによって語彙や文法が人為的に作られた言語の総称。民族や国家などにより「自然」に運用されてきた「自然言語」の対義語である。
大辞林第四版では、
1. 国際共通語を目ざして人為的に作られた言語。エスペラントなど。
2. 言語規則が人為的に明確に規定されている言語。コンピューターのプログラム言語や記号論理学の言語など。

と定義されている。架空言語や空想言語の多くは、2ではなく1に属する。2に属するものも、少数ながら存在する。
以下でも述べるが、コミュニティによっては、1の言語は人工言語ではなく自然言語に分類されることもある。
この記事では、架空言語や空想言語を含む1の人工言語を扱う。2の人工言語については、形式言語およびコンピュータ言語の項目を参照。

## 概要
人工言語は、異なる言語を話す人たちの間で円滑なコミュニケーションするために作られた国際補助語が有名である。そのほか、架空や空想の世界に登場させる、秘密を守るため日記や手記で使う、言語の研究・趣味、などの目的のために作られている。『言語が自然言語か人工言語か』と言った分類は、言語の発展過程の差異に着目して行われており、人工言語の発展過程は常に計画的である。
「計画言語（planned language）」という用語も特に国際補助語を指すときに使われるが、これは「人工言語」という無機質なものをイメージさせる用語に対抗して使われる。エスペラントの話者が、「エスペラントを人工言語と呼ぶのは、自動車を人工馬と呼ぶのに等しい」と喩えたこともある。計画言語は、民族語の標準語も含む概念である。
人工言語はしばしば、アプリオリ言語とアポステリオリ言語の2種類に分類される。アプリオリ言語は既存の言語（ほとんどの場合、自然言語）に基づかない語彙を持つ言語であり、それに対してアポステリオリ言語はその語彙が1つあるいは複数の既存言語から採られている言語である。しかしながら、どのようであれば既存言語に基づいていないと言えるのかという明確な判断基準が存在しているわけではなく、その境界線がはっきりしているとは言えない。
アポステリオリ言語はさらに、schematic 言語、すなわち計画的に簡単にされ、あるいはたくさんの自然言語をもとにして作られた言語と、naturalistic 言語、すなわち学習時間短縮のために特定の自然言語を元にして作られた言語の2つに分けられる。

## 人工言語の例

### 補助言語

#### 1900年以前に発表された補助言語
- イディオム・ネウトラル
- エスペラント
- ソルレソル
- ヴォラピュク

#### 1901年から1950年までに発表された補助言語
- イド語
- インターリング - 旧称オクツィデンタル
- インターリングア
- グロサ - 旧称インテルグロッサ
- プレイン・イングリッシュ
- ベーシック英語
- ノヴィアル
- ブリスシンボル
- 無活用ラテン語
- オルト語

#### 1950年以降に発表された補助言語
- グロバサ
- グロービッシュ
- 国際手話（ジェスチューノ）
- コタヴァ
- トキポナ
- 地球同語
- ボアーボム（Babm）
- スペシャル・イングリッシュ
- ユーロパント
- リングア・フランカ・ノバ
- ログラン
- ロジバン
- インタースラーヴィク
- イスクイル
- ロマンス・ネオラティーノ

### 知識表現
- 統制語彙

### 言語研究
- エプン語

### 創作・架空言語
- アルダの言語 - J・R・R・トールキン
  - クウェンヤ
  - シンダール語
- クリンゴン語 - 『スタートレック』
- アーヴ語 - 『星界シリーズ』
- ドスラク語、ヴァリリア語群 - 『ゲーム・オブ・スローンズ』
- ドラゴン語 - 『The Elder Scrolls V: Skyrim』
- コバイア語 - マグマ
- ナヴィ語 - 『アバター』
- ニュースピーク - 『1984年』
- アディエマス
- ヒュムノス語 - 『アルトネリコ』
- アルカ[2]
- リパライン語 - 『異世界語入門 〜転生したけど日本語が通じなかった〜』
- ワタナベタウン語[3][4]

### コンピュータ言語
コンピュータ言語およびプログラミング言語の一覧を参照。